# Topo Gigio
Topo Gigio ( prononcé : [ˈtɔːpo ˈdʒiːdʒo]  )  est le personnage principal d'un spectacle de marionnettes pour enfants à la télévision italienne du début des années 1960.

## Histoire
Le personnage, créé en 1958 par l'artiste Maria Perego , fait ses débuts à la télévision italienne en 1959 avec la voix  de Domenico Modugno, puis en 1961 de l'acteur Peppino Mazzullo (it) et ensuite en 2007 de Davide Garbolino (it). Le surnom italien « Gigi » est un dérivé de Luigi (Louis), donc Topo Gigio pourrait être traduit par « Louis la Souris ».

## Caractéristiques
Topo Gigio est une souris en mousse aux yeux rêveurs et à la personnalité amicale et enfantine. Devenue populaire en Italie à la télévision et dans des magazines pour enfants, comme il Corriere dei Piccoli, elle fait l'objet de dessins animés, produits dérivés et films. En 1963, la popularité du personnage se répand dans le monde entier après que le personnage ait été présenté dans l'émission The Ed Sullivan Show aux États-Unis.
Topo Gigio, devenue une icône de la culture populaire italienne, se produit régulièrement au festival pour enfants Zecchino d'oro et dans d'autres programmes de la RAI. En 1965, un long métrage cinématographique, Le monde magique de Topo Gigio, est diffusé à l'échelle internationale.
La marionnette a fait des apparitions dans de nombreux autres pays comme aux États-Unis, au Japon et en Amérique latine ,.

## Diffusion

### Films
Le personnage a joué dans plusieurs longs métrages, notamment: 
- Le avventure di topo Gigio (1961)
- Toppo Jîjo no botan sensô (1967) , co-production italo-japonaise réalisée par Kon Ichikawa

### Série TV
- Bentornato Topo Gigio  Topo Gigio (トッポ・ジージョ) Série italo - japonaise réalisée par Noboru Ishiguro[6].

### Musique
- Nel blu, dipinto di blu, Lucio Corsi et Topo Gigio (Festival de Sanremo 2025)

### Bande dessinée
- Le avventure di Topo Gigio, série de bande dessinée publiée en Italie de 1994 à 2002 par les éditions FPM Editore[7].

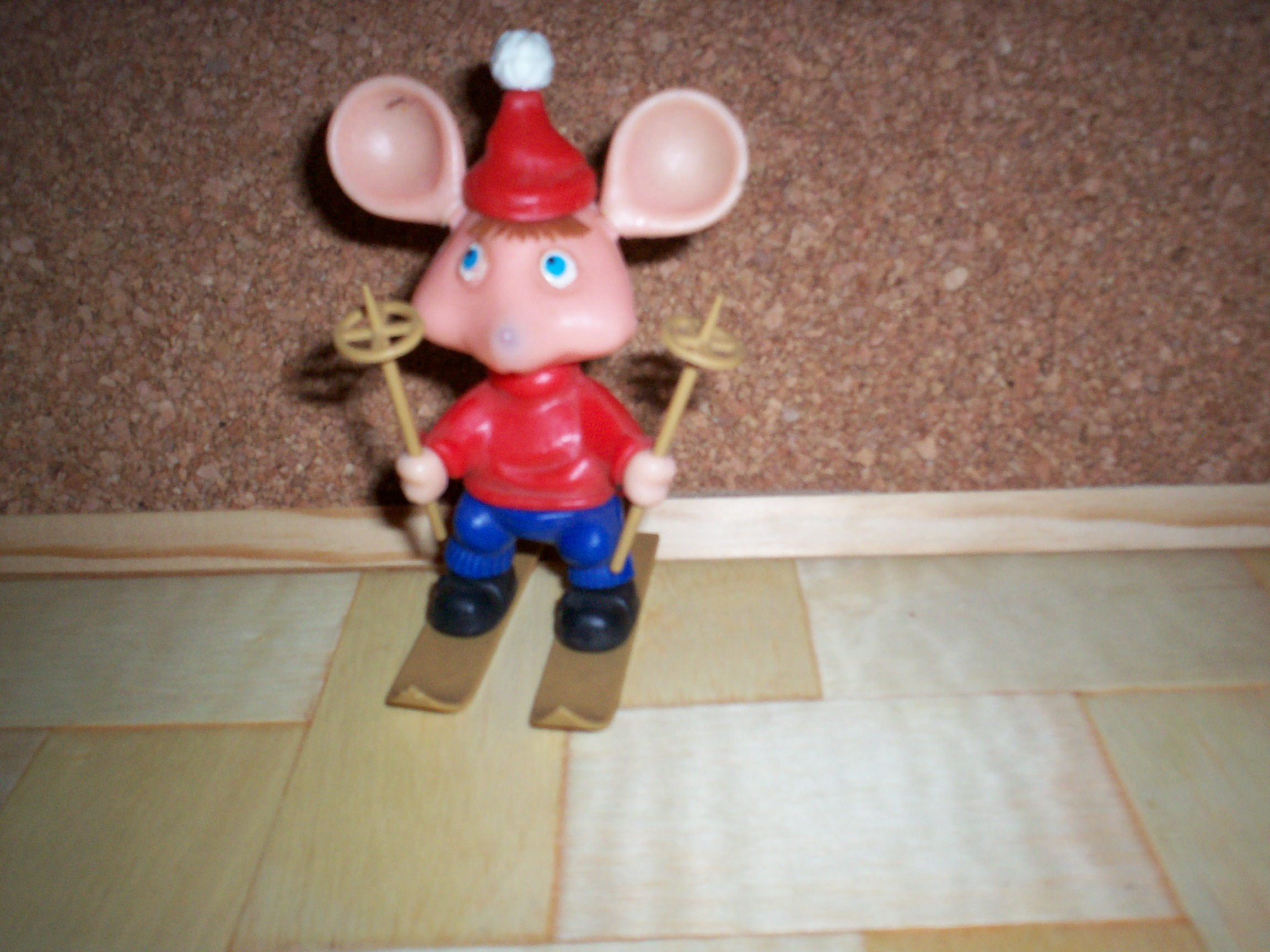
Topo Gigio en skieur
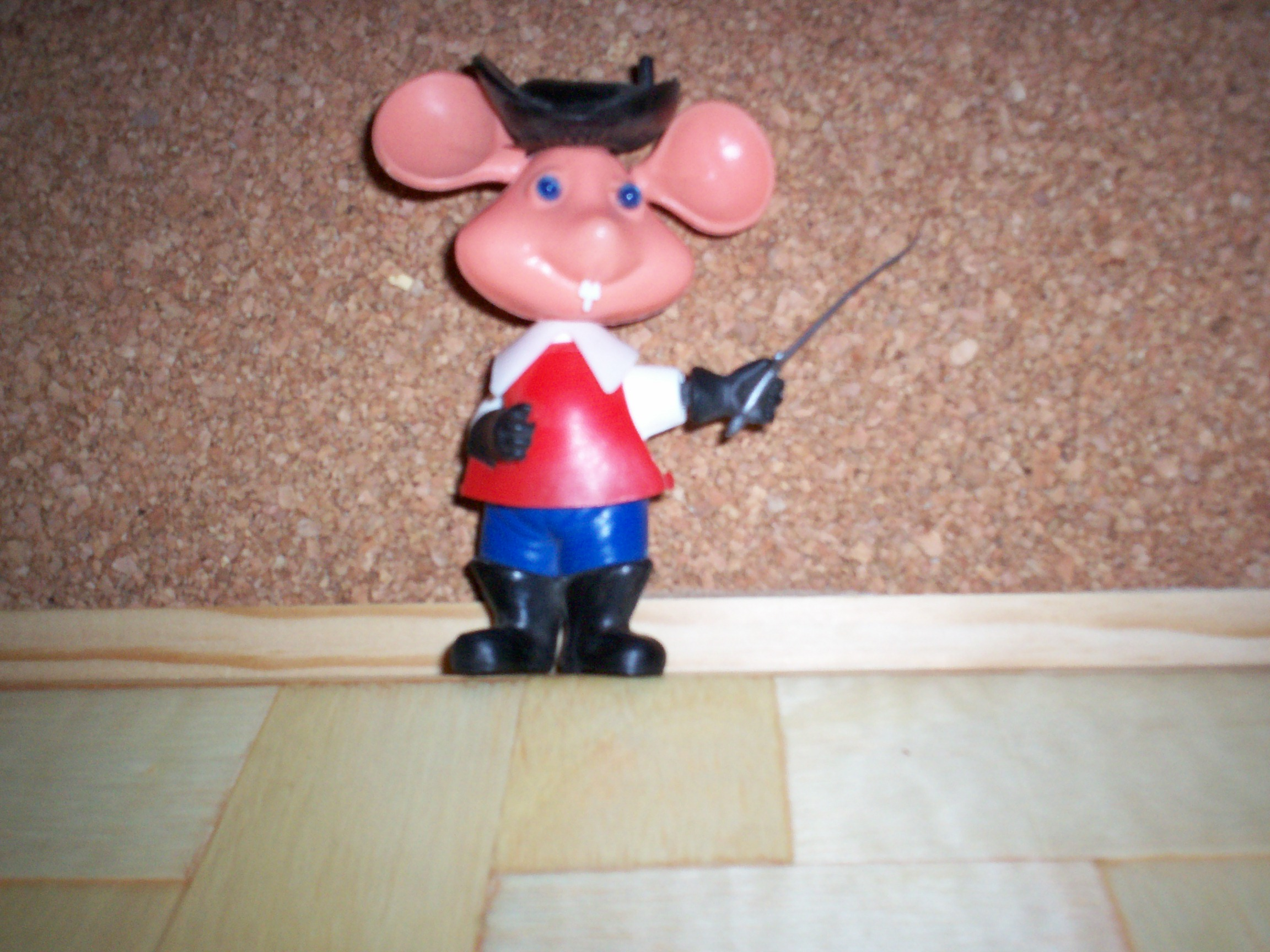
Topo Gigio en mousquetaire
Agildo Ribeiro (it) et Topo Gigio au Brésil (années 1970).